# Локхийд C-130 Херкулес
Локхийд C-130 Херкулес (на английски: Lockheed C-130 Hercules) е военно-транспортен самолет с четири турбовитлови двигателя. Той е основният тактически въздушен транспорт за военни части по света. Използва се в над 40 модификации от повече от 50 държави. През декември 2006 година това ще стане третият самолет (след бомбардировача English Electric Canberra през май 2001 година и B-52 Stratofortress през януари 2005 година), който вече 50 години е в непрекъсната употреба от първия си купувач (в случая – ВВС на САЩ).
C-130 е проектиран за транспорт на войски и товари и има възможност да излита и каца на къси неподготвени писти.

## Модификации
По-важните модификации са:
- C-130A/B/E/F/G/H/J/T
- AC-130A/E/H/U
- C-130D/D-6
- DC-130 и GC-130
- EC-130E/J Commando Solo
- EC-130E
- EC-130H Compass Call
- HC-130H/N/P
- JC-130 и NC-130
- KC-130F/J/R/T
- LC-130F/H/R
- MC-130E/H/W
- MC-130P
- YMC-130H
- PC-130
- RC-130
- SC-130
- TC-130
- VC-130 VIP транспорт
- WC-130A/E/H/J
- CC-130 Херкулес проектиран за Военните сили на Канада
- C-130K Херкулес проектиран за Кралските военновъздушни сили
- L-100 Цивилна версия, еквивалент на C-130E
- L-100-20 Цивилна версия
- L-100-30 Цивилна версия

## Страни, ползващи Херкулес
- Алжир
- Египет
- Индонезия
- Мароко
- Нигерия
- Полша
- Румъния